# Ahmosiden
Als Ahmosiden wird eine altägyptische Herrscherfamilie bezeichnet, die am Ende der 17. Dynastie die Macht im Land übernahm, die Hyksos vertrieb und wesentlich zur Gründung des Neuen Reiches beitrug.

## Familientradition
Die Epoche der Ahmosiden setzte in der Zweiten Zwischenzeit, am Ende der Hyksoszeit ein. Sie begann mit dem König Senachtenre und seiner Gemahlin Tetischeri um 1550 v. Chr. und erstreckte sich über vier Generationen bis zur Regierungszeit von König Amenophis I. (1524–1504 v. Chr.). Sie ist auch als „zahlreiche Sippe“ bekannt gewesen, da sie aus einer Vielzahl von Mitgliedern bestand. Allein in den ersten drei Generationen können nachweislich mindestens 23 Personen zugeordnet werden. Davon sind in zeitgenössischen und postumen Quellen überwiegend weibliche Familienangehörige belegt.
| N11 |

| N11 |

Auch der Schreiber- und Weisheitgott Thot tritt in seiner speziellen Funktion als Mondgott in den Namen Tao (Senachtenre, Seqenenre) und Satdjehuti („Tochter des Thot“) auf. Ab der vierten Generation verschwand der Name des Mondgottes und wurde durch den des späteren Hauptgottes Amun abgelöst. Typische Namen in dieser Zeit waren nun Amenhotep („Amun ist zufrieden“), Meritamun („Die von Amun Geliebte“), Satamun („Tochter des Amun“) und Saamun („Sohn des Amun“).

## Geschichte

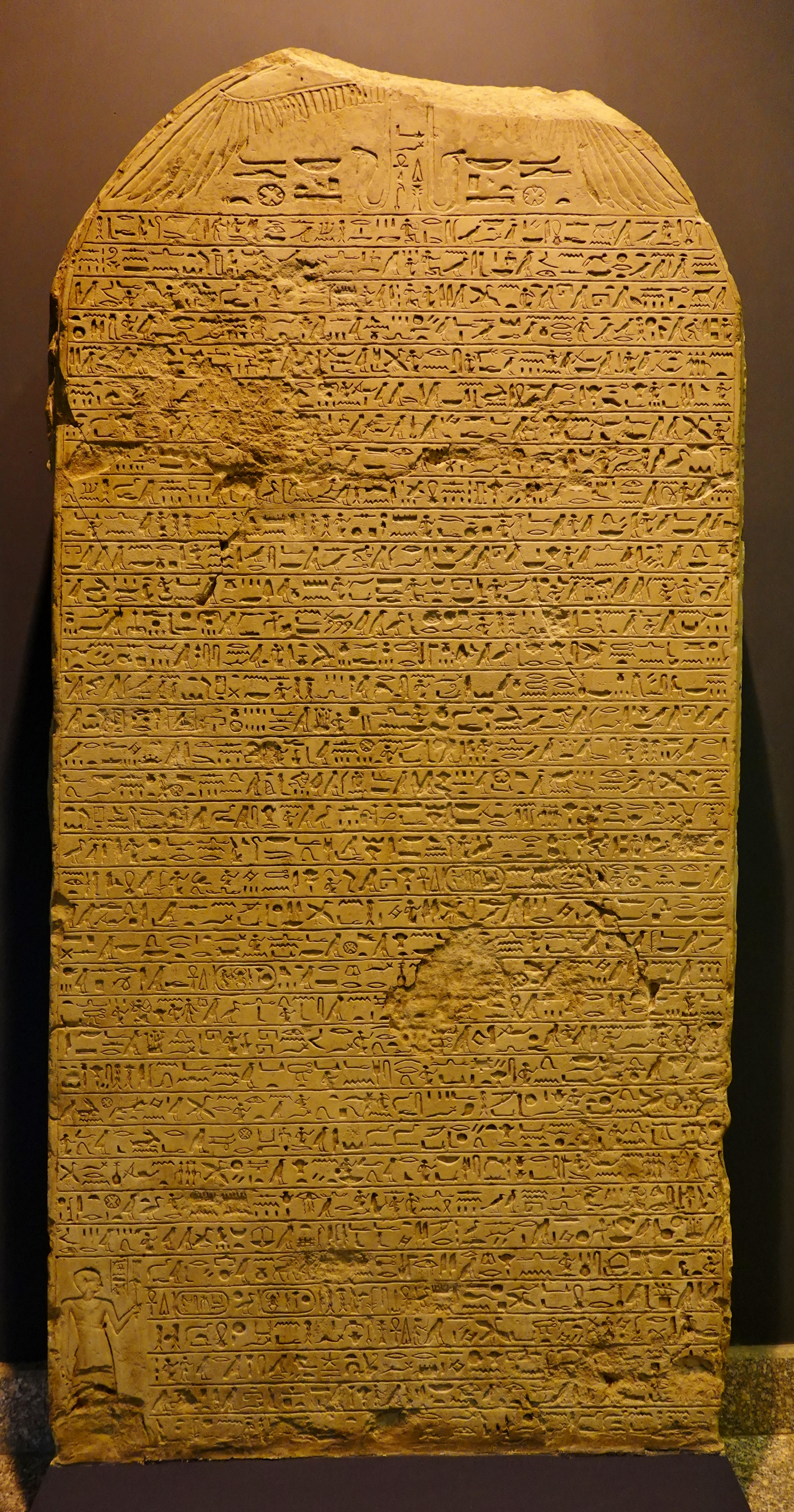
Zweite Stele des Kamose (Luxor-Museum)

Nach dem Niedergang des Mittleren Reiches (um 1650 v. Chr.) war Ägypten in mehrere Lokalkönigtümer zerteilt, die parallel zueinander eigene Dynastien hervorbrachten (14. bis 17. Dynastie nach Manetho). Im Nildelta gelangten Herrscher aus dem vorderasiatischem Raum an die Macht, die als „Hirtenkönige“ oder „Hyksos“ bekannt sind. Diese stellten die Könige der 15. und 16. Dynastie und unterwarfen die restlichen Lokalkönigtümer, welche fortan als Vasallenstaaten dienten. An einem östlichen Nilarm gründeten die Hyksos ihre Hauptstadt Auaris, von wo aus sie das gesamte Land kontrollierten. Zu den bedeutendsten Herrschern zählten Salitis, Chajan und Apophis I., die ihre Namen wie Pharaonen in Kartuschen schrieben und vor allem den Gott Seth verehrten.
Zu dieser Zeit herrschte im thebanischen Raum die 17. Dynastie (mit Sitz in Deir el-Ballas), von der ein Fürst den Namen Senachtenre trug. Senachtenre wurde in einigen Königslisten als erster Herrscher der 17. Dynastie aufgeführt, seine Herkunft ist jedoch ungewiss und es existieren auch keine weiteren zeitgenössischen Belege von ihm. Seine Gemahlin wurde Tetischeri, eine Frau bürgerlicher Herkunft, die später als „Stammmutter“ der Ahmosiden bekannt wurde. Tetischeri lebte bis zur Zeit von Ahmose I. und übernahm teilweise die Regierungsgeschäfte. Von ihrer Rolle im späteren Befreiungskampf gegen die Hyksos ist nicht viel bekannt, doch wurde sie nach dem Tode von ihrem Enkel Ahmose I. hoch verehrt (Tetischeri-Stele, CG 34002) und besaß sogar eine eigene (Kenotaph-)Pyramide.
Seqenenre gilt als Nachfolger des Senachtenre und war wahrscheinlich ein Sohn der Tetischeri. Er lebte zur Zeit des Hyksoskönigs Apophis. Die politisch als auch ökonomisch weitestgehend abhängigen Thebaner waren zu dieser Zeit tributpflichtig und dienten als Vasallen. Auch andere Königtümer am Nil standen unter der Oberherrschaft der Hyksos. Von Seqenenre ist eine Erzählung überliefert, in der zum ersten Mal von Konflikten mit den Hyksos berichtet wurde. In dieser kam es wahrscheinlich zu ersten Auflehnungen der Thebaner. Die Mumie Seqenenres trägt deutliche Spuren eines Kampfes, die auf eine Auseinandersetzung mit den Hyksos-Vasallen aus Mittelägypten hinweisen. Wie auch viele andere Ahmosiden wurde er nach seinem Tod in Dra Abu el-Naga bestattet.
Zur Gemahlin zählte Ahhotep I., die vermutlich eine Tochter Tetischeris war. Sie war die Mutter des Ahmose I. und regierte anfangs für ihren minderjährigen Sohn. Sie schien eine wichtige Rolle im späteren Kampf gegen die Hyksos gespielt zu haben, wovon ein Text auf dem Denkstein des Ahmose zeugt. Seqenenre und Ahhotep I. hatten mehrere Kinder, von denen viele den Namen „Ahmose“ trugen. Dazu zählt auch Ahmose-Nefertari, die zusammen mit Ahmose I. die Hauptlinie der dritten Generation fortführte. Zusätzlich hatte Seqenenre noch einige Nebengemahlinnen, wie z. B. seine (Halb-)Schwester Satdjehuti, von der eine Sargmaske gefunden wurde.
Nachfolger wurde Kamose, dessen auf zwei Stelen überlieferter Siegesbericht von den ersten Angriffen auf die Hyksos-Stadt Auaris berichtet. Er war vermutlich Halbbruder des Seqenenre und mit Ahhotep II. verheiratet, die möglicherweise ebenfalls von Tetischeri abstammte. Auf den Kamose-Stelen wird wirklichkeitsgetreu geschildert, wie Kamose eine Flotte zusammenstellte um gegen die Fremdherrscher aus dem Norden vorzugehen. Zunächst wurden nacheinander die Städte der Hyksos-treuen Vasallen erobert, bevor man die Tore der Stadt Auaris erreichte. Die Stadt konnte zwar nicht eingenommen werden, jedoch läutete der Feldzug des Kamose die Befreiung Ägyptens ein, welche von dessen Nachfolger fortgeführt und beendet wurde. Über den Tod von Kamose ist kaum etwas bekannt, von ihm sind nur wenige Regierungsjahre inschriftlich gesichert.
Nach dem frühen Tod von Seqenenre und Kamose folgte Ahmose I. auf den Thron. Er regierte insgesamt 25 Jahre und wird als erster Herrscher der 18. Dynastie angesehen. In seiner Zeit wurde Auaris endgültig erobert und die Hyksos aus Ägypten vertrieben. Zudem festigte er die Grenze zu Libyen und eroberte Unternubien zurück. Um die Region unter dauernder Kontrolle zu halten, ließ er die Festung Buhen erweitern und schuf zugleich das Amt des Vizekönigs von Kusch, das bis in die Zeit der 23. Dynastie fortbestand. Zudem machte er die Stadt Theben zur neuen Hauptstadt des wiedervereinten Reiches. Theben war Zentrum des Amun-Kultes und stieg im Neuen Reich neben Memphis zur bedeutendsten Metropole des Landes auf.
Mit Ahmose-Nefertari zeugte Ahmose I. Ahmose-Sapair, der jedoch relativ jung verstarb. Sein Nachfolger wurde Amenophis I., der letzte Herrscher aus dem Geschlecht der Ahmosiden. Dieser setzte die Reorganisation des Staates fort und orientierte sich dabei stark an den bedeutenden Herrschern des Mittleren Reiches. Zudem beauftragte er viele neue Bauten im Land und dehnte den Herrschaftsbereich weiter nach Süden aus. Er hinterließ jedoch keinen männlichen Thronerben. Den Dynastiewechsel leitete sein Nachfolger Thutmosis I. ein, der mit einer Tochter von Amenophis verheiratet wurde.

## Totenkult und Vergöttlichung

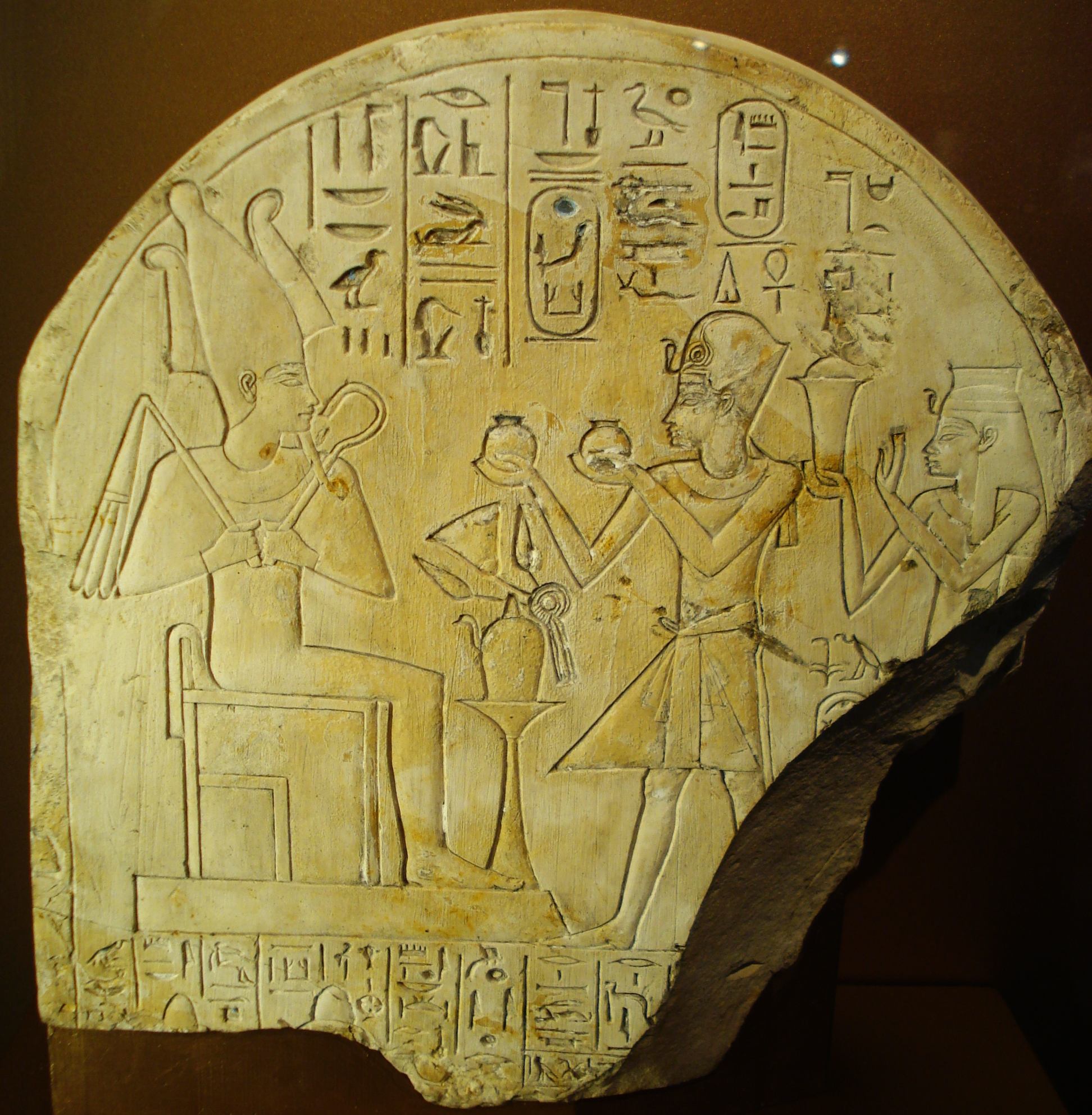
Ahmose-Nefertari und Amenophis I. opfern vor Osiris

Die Ahmosiden spielten als „Gründerkönige“ des Neuen Reiches eine zentrale Rolle im historischen Bewusstsein der Nachwelt. Ihr Totenkult fand vor allem in Theben und Abydos statt. Amenophis I. richtete im Totentempel des Mentuhotep II. ein Hathorheiligtum ein, in dem Kultgegenstände mit Namen ahmosidischer Familienmitglieder als Votivgaben gestiftet wurden. In diesem Totentempel wurden bereits die Gründer des Mittleren Reiches bis in die 18. Dynastie hinein mit einem eigenen Kult verehrt. Der Totenkult begann bereits unter Ahmose I., der eine Kenotaph-Pyramide für seine Großmutter Tetischeri und eine Gedächtniskapelle einrichtete, und sie zudem auf einer eigenen Stele ehrte. Weitere Totenstiftungen für Tetischeri und Ahmose-Satkamose befanden sich in Abusir.
Auch Ahmose I. besaß einen eigenen Kult, der unmittelbar nach seinem Tod eingerichtet wurde. Er fand im Totentempel des Ahmose und der Ahmose-Nefertari in Abydos statt und wurde von speziellen „Totenpriestern des Königs“ vollzogen. Seine Gemahlin Ahmose-Nefertari wurde mehrfach in ramessidischen Gräbern in Theben genannt und dargestellt. Sie galt als „Stammmutter der 18. Dynastie“ und erschien sogar mehrfach auf Reliefs im Amun-Tempel von Karnak. In der 19. und 20. Dynastie wurde sie zusammen mit Amenophis I. in Heiligtümern aus Deir el-Bahari und Deir el-Medina vergöttlicht und erfuhr somit noch 300 Jahre nach ihrer Lebenszeit eine besondere kultische Verehrung.

## Liste der Ahmosiden
Die folgende Tabelle listet alle bekannten Ahmosiden mit den dazugehörigen bekannten Verwandtschaftsgraden auf. Für die Ahmosiden existiert bisher kein einheitlicher Stammbaum, da bisher nur sehr wenige Quellen überliefert sind und es noch viele andere Schwierigkeiten gibt, z. B. dass der Name „Ahmose“ sehr häufig auftrat und eine eindeutige Zuordnung daher oftmals unmöglich ist.
| Name                 | Titel                                                                                                 | Generation         | Anmerkungen |
| -------------------- | --- | ------------------ | --- |
| Senachtenre          | | Erste              | Keine zeitgenössischen Belege vorhanden.                                                                                              |
| Tetischeri           | Königsmutter                                                                                          | Erste              | Bürgerliche Abstammung. |
| Seqenenre            | | Zweite             | Abstammung von Senachtenre und Tetischeri nicht gesichert. Sehr wahrscheinlich Nachfolger des Senachtenre.                            |
| Ahhotep I.           | (Große) Königstochter, Königsschwester, Herrscherschwester, (Große) Königsmutter                      | Zweite             | Mutter von Ahmose I. Wahrscheinlich mit Seqenenre oder Kamose verheiratet.                                                            |
| Satdjehuti Satibu    | Königstochter, Königsschwester                                                                        | Zweite             | Tochter der Tetischeri. Möglicherweise identisch mit Satdjehuti.                                                                      |
| Satdjehuti           | Königstochter, Königsschwester, Königsgemahlin                                                        | Zweite             | Mutter der Königstochter, Königsschwester Ahmose, Nebengemahlin des Seqenenre.                                                        |
| Ahmose Inhapi        | Königstochter, Königsgemahlin                                                                         | Zweite             | Mutter der Ahmose-Henuttamehu. Wahrscheinlich Nebengemahlin des Seqenenre.                                                            |
| Ahhotep III.         | Große Königstochter                                                                                   | Zweite             | (Neben-)Gemahlin des Seqenenre und wahrscheinlich Mutter des Ältesten Königssohnes Ahmose. Könnte auch identisch mit Ahhotep I. sein. |
| Ahhotep              | Königstochter                                                                                         | Zweite             | Wahrscheinlich Tochter des Senachtenre und der Tetischeri.                                                                            |
| Kamose               | | Zweite oder Dritte | Herkunft nicht gesichert. Nachfolger des Seqenenre.                                                                                   |
| Ahhotep II.          | (Große) Königstochter, Königsschwester, Herrscherschwester                                            | Zweite oder Dritte | Vermutlich Gemahlin des Kamose. Könnte auch identisch mit Ahhotep I. sein.                                                            |
| Ahmose I.            | (Leiblicher) Königssohn                                                                               | Dritte             | Sehr wahrscheinlich Sohn des Seqenenre und Ahhotep I. oder des Kamose und der Ahhotep II.                                             |
| Ahmose-Nefertari     | Königstochter, Königsschwester, Tochter einer Großen Königsgemahlin, Herrscherschwester, Königsmutter | Dritte             | Gemahlin und vermutlich Halbschwester des Ahmose I.                                                                                   |
| Ahmose               | Ältester Königssohn                                                                                   | Dritte             | Sohn des Seqenenre und einer Ahhotep.                                                                                                 |
| Ahmose Meritamun I.  | Königstochter, Königsschwester                                                                        | Dritte             | Vielleicht Tochter des Seqenenre und Nebengemahlin des Kamose oder Ahmose I.                                                          |
| Ahmose-Henutempet    | Königstochter                                                                                         | Dritte             | Tochter einer Ahhotep. |
| Ahmose-Nebetta       | Königstochter, Königsschwester                                                                        | Dritte             | Tochter einer Ahhotep. |
| Ahmose-Tumerisi      | Königstochter, Königsschwester                                                                        | Dritte             | Tochter einer Ahhotep. |
| Ahmose               | (Große) Königstochter                                                                                 | Dritte             | Tochter des Seqenenre. |
| Ahmose-Scheri        | Königstochter                                                                                         | Dritte             | Tochter des Seqenenre und einer Ahhotep.                                                                                              |
| Ahmose               | Königstochter, Königsschwester                                                                        | Dritte             | Tochter des Seqenenre und der Satdjehuti.                                                                                             |
| Ahmose-Henuttamehu   | Königstochter, Königsschwester                                                                        | Dritte             | Tochter der Ahmose Inhapi. |
| Ahmose-Satkamose     | Königstochter, Königsschwester                                                                        | Dritte             | Tochter des Kamose. |
| Ahmose               | Tochter der Tetischeri                                                                                | Dritte             | Tochter oder Enkelin der Tetischeri.                                                                                                  |
| Binpu                | Königssohn                                                                                            | Dritte             | Nur posthum in späteren Königslisten belegt. Sohn des Seqenenre oder des Kamose. Entstammt vermutlich einer Nebenlinie.               |
| Tjuiu                | Königssohn                                                                                            | Dritte             | Sohn des Seqenenre oder Titulaturprinz.                                                                                               |
| Amenophis I.         | Königssohn                                                                                            | Vierte             | Sohn des Ahmose I. und der Ahmose-Nefertari.                                                                                          |
| Ahmose Meritamun II. | Königstochter, Königsschwester                                                                        | Vierte             | Schwester oder Halbschwester von Amenophis I. Wird mitunter auch als Ahmose-Meritamun I. gezählt.                                     |
| Ahmose-Sapair        | Königssohn                                                                                            | Dritte oder Vierte | Nur posthum belegt. Wahrscheinlich identisch mit früh verstorbenem Ältesten Sohn des Gottesleibes Ahmose.                             |
| Ahmose               | Ältester Sohn des Gottesleibes                                                                        | Vierte             | Sohn des Ahmose I. und der Ahmose-Nefertari.                                                                                          |
| Saamun               | Königssohn                                                                                            | Vierte             | Vermutlich Sohn von Ahmose I. und Ahmose-Nefertari.                                                                                   |
| Satamun              | Königstochter, Königsschwester                                                                        | Vierte             | Sehr wahrscheinlich Tochter von Ahmose I. und Ahmose-Nefertari.                                                                       |
| Ahmose-Satait        | Königssohn                                                                                            | Vierte             | |
| Djehuti              | Königssohn                                                                                            | Vierte             | Möglicherweise nur Titulaturprinz. |
| Teti                 | Königssohn                                                                                            | Vierte             | Möglicherweise nur Titulaturprinz. |